# Cerco de Nubl e Al-Zahraa
O Cerco de Nubl e Al-Zahraa durante a Guerra Civil Síria foi montado pelos rebeldes com o objectivo de capturar as duas últimas cidades controladas pelas forças governamentais a norte de Alepo, após eles terem capturado a maioria da zona rural da província de Alepo em julho de 2012. O cerco foi levantado a 3 de fevereiro de 2016, como resultado de uma ofensiva do governo Sírio.

## Antecendetes
Os confrontos na província de Alepo começaram em fevereiro de 2012. Nos cinco meses seguintes, após fortes confrontos, a maioria da zona rural tinha sido capturada pelos rebeldes , enquanto a cidade de Alepo continuou firmemente sob controlo do governo. A 19 de julho, as forças rebeldes avançaram sobre a cidade de Alepo e assim começou a Batalha de Alepo, que atingiu impasse em setembro que se arrastou nos anos seguintes, em que a cidade ficou divida entre os rebeldes e as forças governamentais.

## Cerco
As cidades de maioria xiita de Nubl e al-Zahraa, com uma população combinada de 35.000-60.000, foram cercadas pelo grupo de oposição do Exército Livre Sírio (ELS), a partir de julho de 2012. Movimento para sair das cidades foi severamente restringido e bens eram aerotransportados pelo Exército Árabe Sírio (EAS). Embora as relações entre as cidades xiitas e as cidades vizinhas sunitas eram amigáveis, durante a Guerra Civil Síria, apoiantes da Oposição Síria das cidades sunitas vizinhas afirmaram que as localidades xiitas acolheram milícias pró-governo que lançaram ataques contra os rebeles. Houve inúmeros sequestros entre Nubl e aldeias pró-oposição na vizinhança. As consequências da rebelião e dos sequestros recíprocos contínuos, comités populares nas duas cidades xiitas concordaram em negociar com os rebeldes sunitas em 27 de março de 2013. O acordo de negociação foi organizado por partidos curdos da região vizinha de Kurd Dagh, controlada pelos curdos da Partido de União Democrática (PYD). As negociações deveriam ser controladas pelos curdos, e vários indivíduos sequestrados haviam sido libertados em ambos os lados. Ao longo dos anos seguintes, a única rota que trazia alguma comida e bens essenciais vinha de Afrîn, cidade controlada pelos curdos.
A meio de 2013, 125 combatentes do Hezbollah foram enviados para as cidades através de helicóptero com o objectivo de reforçar as defesas governativas.
Em fevereiro de 2014, a Frente al-Nusra (ligada à al-Qaeda) e outros grupos islamistas capturaram a área industrial de al-Ma'amel a sul de al-Zahraa.
Em 23 de novembro de 2014, a Frente al-Nusra, juntamente com outras facções islâmicas, iniciou um ataque de três frentes nas duas cidades e apreendeu a área industrial ao sudeste de al-Zahraa. Eles também avançaram para os subúrbios a leste de Nubl, que visaram com dezenas de morteiros e dezenas de canhões do inferno, depois de capturar edifícios que faziam parte da primeira linha de defesa do governo. Ao lado das tropas regulares do governo, as cidades foram defendidas por seus residentes. No dia seguinte, ambas as áreas foram recapturadas pelas forças governamentais. Entre oito e 43 rebeldes foram mortos durante a ofensiva de dois dias.
Em 8 de janeiro de 2015, uma nova ofensiva rebelde, liderada pela Frente al-Nusra, foi lançada contra Nubl e Al-Zahraa. A primeira onda de ataque conseguiu quebrar a primeira linha defensiva no leste de Nubl e e no sul deAl-Zahraa na área industrial e prolongou-se pela noite. O ataque foi repelido pelas tropas das Forças de Defesa Nacional (FDN) e Hezbollah que levaram à morte de 14 rebeldes e 11 combatentes pró-governo. Os rebeldes também perderam quatro tanques, dos três quais foram apreendidos. Antes de serem forçados a retirar-se da parte oriental de Nubl, os rebeldes conseguiram capturar a primeira e a segunda rotunda da cidade. Durante a ofensiva, uma série de ataques aéreos teria destruído os transportes com reforços para os rebeldes provenientes de Al-Maayer. No dia seguinte, um segundo ataque também foi repelido. Até 14 de janeiro, o Exército Sírio segurou a Nubl e alegaram que al-Nusra sofreu 250 mortos durante a ofensiva.
Em meados de fevereiro, o Exército Árabe Sírio e seus aliados lançaram uma grande ofensiva na zona rural no norte de Alepo, com o objectivo de cortar as últimas rotas de abastecimento dos rebeldes para a cidade de Aleppo e aliviar o cerco rebelde de Nubl e Al-Zahraa. Eles rapidamente capturaram várias aldeias, mas as más condições climáticas e a incapacidade de chamar reforços impediram a ofensiva do governo. Poucos dias depois, os rebeldes lançaram uma contra-ofensiva, retomando duas das quatro posições que haviam perdido para as forças do governo sírio.
Durante os combates em fevereiro de 2015, 18 combatentes do Harakat Hezbollah al-Nujaba (milícia xiita iraquiana) foram alegadamente mortos enquanto defendiam as cidades cercadas.
Em 17 de abril de 2015, as FDN e o Hezbollah recapturaram a área industrial de al-Ma'amel e a 19 de abril, fontes pró-governo relataram que 44 rebeldes e 12 soldados do EAS morreram durante os combates.
Em 1 de fevereiro de 2016, uma nova ofensiva foi lançada pelo Exército Sírio para chegar a Nubl e Al-Zahraa. Até a 2 de fevereiro, o EAS e seus aliados haviam capturado três aldeias e parte de uma quarta aldeia, avançando para dentro de três quilómetros das duas cidades cercadas. Durante os dias 1 e 2 de fevereiro, 320 ataques aéreos foram realizados contra os rebeldes. Ao mesmo tempo, o Hezbollah e os combatentes pró-governo de Nubl e Al-Zahraa lançaram o seu próprio ataque e, segundo notícias, conseguiram ganhar algum terreno nos arredores da cidade vizinha de Bayanoun. Em 3 de fevereiro, o Exército Sírio finalmente quebraram o cerco rebelde nas duas cidades xiitas, depois de capturar a aldeia de Mu'arrassat al-Khan, onde a força avançada do EAS e os combatentes pró-governo que procuravam quebrar o cerco se ligaram. O grupo pró-oposição do Observatório Sírio de Direitos Humanos (OSDH/SOHR) informou o avanço, que também cortou a última rota de abastecimento dos rebeldes para Alepo vinda da Turquia, foi assistido por fortes ataques russos. Um político da oposição descreveu o cerco do governo de Alepo como um "desenvolvimento horrível", enquanto, em contraste, o presidente de câmara de Nubl afirmou que o cerco rebelde era "cruel e causava muitas dificuldades". Mais de 100 rebeldes, 64-66 soldados e 18-45 civis foram mortos durante a operação. Entre os mortos, havia 11 comandantes rebeldes, 20 combatentes pró-governo das duas cidades e 14 membros do Exército dos Guardiães da Revolução Islâmica (Irão), incluindo o 2.º brigadeiro iraniano Mohsen Ghajarian. No total, mais de 500 ataques aéreos de aviões russos e sírios atingiram posições rebeldes durante a ofensiva de dois dias.
No dia seguinte, o Exército Árabe Sírio continuaram a avançar e capturaram a localidade de Mayer, próxima de Nubl e Al-Zahraa, bem como alegadamente a localidade de Kafr Naya. Mais a norte, as forças curdas das Unidades de Proteção Popular capturaram duas localidades aos rebeldes.